# Villa perfecta
Villa perfecta är en tvåvingeart som först beskrevs av Becker 1906.  Villa perfecta ingår i släktet Villa och familjen svävflugor.
Artens utbredningsområde är Tunisien. Inga underarter finns listade i Catalogue of Life.